# Doolittle (Missouri)
Pour les articles homonymes, voir Doolittle (homonymie).
Doolittle est une ville du comté de Phelps, dans le Missouri, aux États-Unis,. Située au nord-ouest du comté, elle est incorporée en 1944.

## Démographie
Lors du recensement de 2010, la ville comptait une population de 630 habitants. Elle est estimée, en 2016, à 599 habitants.